# James Clapperton
James Clapperton (* 1968 in Aberdeen) ist ein schottischer Pianist und Komponist.

## Leben
Clapperton studierte Klavier und Komposition bei Anthony Gilbert, David Felder und Brian Ferneyhough am Royal Northern College of Music in Manchester, bei James Avery an der Hochschule für Musik Freiburg und bei Yvar Mikhashoff an der State University of New York in Buffalo. Weiterhin erhielt er bei Aloys Kontarsky (Piano) und Harrison Birtwistle (Komposition) Unterricht. Einen Master in Musik (bei Philip Grange) erhielt er von der University of Exeter und einen PhD in Komposition (bei Michael Finnissy) an der University of Sussex in Falmer. Außerdem promovierte er in Russistik (bei Larissa Ryazanova-Clarke) an der Universität Edinburgh.
1985 debütierte er beim Edinburgh International Festival. 1988 gewann er im Rahmen der Darmstädter Ferienkurse den Kranichsteiner Musikpreis in Klavier. Er gilt seitdem als Förderer zeitgenössischer Klaviermusik u. a. von Richard Barrett, Luciano Berio, Chris Dench, James Dillon, Morton Feldman, György Ligeti, Andrew Toovey und Iannis Xenakis. 1991 brachte er John Cages Europera 3 zur Uraufführung. Auftritte hatte er bei verschiedenen Musikfestivals wie beim Ars Musica in Brighton, bei den Donaueschinger Musiktagen, beim Huddersfield Contemporary Music Festival, beim Nuovi Spazi Musicali in Rom, bei den Dark Music Days in Reykjavik, beim NYYD in Tallinn, bei Soundways in St. Petersburg und beim Musica Festival in Strasbourg.
Seine Musik wurde u. a. vom BBC Scottish Symphony Orchestra aufgeführt.  Für sein Violinkonzert The Preiching of the Swallow erhielt er 1993 den PRS for Music Heritage Award. Von 1999 bis 2002 war er künstlerischer Leiter des Music Factory Festival in Bergen/Norwegen. Von 1998 bis 2000 war er Composer-in-residence beim Griegakademiet – Institutt for musikk der Universitetet i Bergen. Seit 2011 arbeitete er für das Festival of North Norway in Harstad.